# Марія (роман)
«Марі́я» — перший в українській літературі твір про насильницьку колективізацію та Голодомор 1933 року.
Цей роман-хроніка, роман-спалах написав український письменник-емігрант Улас Самчук 1933 року. На думку Степана Пінчука, який написав післямову до вітчизняного видання цього роману в наш час[коли?], саме Улас Самчук «втілив у своїй творчості трагічну долю українського народу в XX столітті». Автор помістив трагедію однієї селянської родини в рамки трагедії всієї української нації.

## Критика
Жорстока правда жорстокого часу. (Роман «Марія» — твір про становище українського селянства після революції 1917 року. Автор пам'ятав голод двадцятих, спілкувався з тими, кому пощастило вирватися на волю у 33-му. Письменник зіставляв жахливі розповіді, описував життя українців, підводив до висновку, що штучний голод планувався московсько-совєтською імперією як геноцид, як замах на українську націю. Звичайно, книга, що відображала жорстоку правду, в Совєтському Союзі була заборонена до друку.)
Змалювання в долі Марії типового життєвого шляху української жінки-трудівниці і трагедії самої України. (Роман Улас Самчук розпочинає і закінчує лічбою днів життя Марії. Він зауважує: «Коли не рахувати останніх трьох, то Марія зустріла й провела двадцять шість тисяч двісті п'ятдесят вісім днів». Кажуть, що часу не помічають тільки щасливі люди. Марії ж доля приготувала суцільні страждання і муки: смерть батьків, голод, втрата дітей, знущання Корнія, божевілля доньки, відмова від батьків
сина Максима. У Марії сильний характер, бо вона зважилася виступити проти народної моралі, боротися за свою любов. Автор неодноразово наголошує на величезному потенціалі духовної та фізичної сили героїні, на її прагненні жити, незважаючи на всі труднощі.)
«Найстрашніша смерть — це смерть від голоду». (Ці слова належать Марії, жінці, на очах якої заможне село часів її дитинства вимирало від голоду. Автор малює страшні картини Голодомору-геноциду української нації 1932–1933 років. Лаконічно описує автор посівну, яку проводили за вказівкою зверху, передчасний збір врожаю і злочинну діяльність «залізної червоної мітли»: «Над зігнутим голодним людом при праці вдень і вночі стоять озброєні вартові. З кістлявих мужицьких рук, з занедбаної землі виривається зі скреготом зубів кусень хліба». Арештовують Маріїного зятя за мішок гнилого зерна, мучиться Надія з виснаженою від голоду маленькою Христинкою. І Марія волає до Бога, просить допомоги: «Вмреш дитинко. На широкому світі немає вже для тебе трошечки хліба…» Втративши всіх своїх рідних, велику і гарну сім'ю, Марія і сама гине від голоду.)
Роман-хроніка «Марія» Самчука — художній свідок історії нашої держави. (Роман «Марія» має конкретну присвяту: «Матерям, які загинули голодною смертю на Україні в роки 1932–1933». Твір дає змогу подивитися на історичну добу очима її сучасників, він є першим пам'ятником жертвам Голодомору-геноциду української нації.)

## Сюжет

### Книга про народження Марії
Марія народилася у бідній родині. Батько її працював у каменоломнях, тим заробляючи на хліб. Марія була першою улюбленою дитиною селянки Оксани, доброї вродливої молодиці. Дитина була здорова і красива.
Коли Марії було шість років, кудись зник тато. Дитина довго чекала його і дивувалася. Татко загинув у каменоломнях. Настали голодні часи. Потім захворіла і померла мати.
Дитина опиняється у тітки Катерини, у якої і так багато дітей, а в хаті нестатки. Дивитися за дитиною було нікому, вона ходила брудна й обірвана, з часом мусила працювати.
У дев'ять років Марія почала самостійне життя — найнялася до Мартина Заруби. Родина Заруби поставилась до неї добре, дівчину відгодували, добре одягали і мили. Марія працювала завзято, ні в чому не знала втоми і весь час співала.
Скоро вона стала вродливою дівчиною, і на неї почали задивлятися парубки. Та Марія лишалася байдужою. Але прийшов і її час: вона закохалася у наймита Корнія, що незабаром мав іти у рекрути.
Недовго мали щастя закохані, скоро Корнія забрали у матроси. Марія залишилася сама і все чекала якоїсь звістки. Корній про себе не повідомляв.
До Марії почав залицятися заможний Гнат Кухарчук. Він терпляче ставиться до відмов Марії, дарує їй подарунки. Деякий час Марія не може навіть думати про нього, але від Корнія немає ніяких звісток, і зрештою дівчина зважується вийти за Гната заміж. На своєму весіллі наречена почувала себе, наче на похороні. Та все ж трималася гідно, весь час звертаючись за порадою до Гната. Той був щасливий.
Молодий не міг натішитися своєю дружиною, весь час намагався бути коло неї, дарував подарунки,
читав книжки. Та для Марії це, скоріше, було тягарем, ніж задоволенням.
Та ось відчула вона під серцем нове життя і відразу повеселішала. Народився хлопчик Роман, і Марія
наче знову віднайшла сенс буття. Весь свій час присвячувала вона дитині. Щасливий був і батько.
Півторарічний хлопчик захворів, весь час плакав уві сні. Сон віщував Марії недобре: снилося їй, що
прийшла її покійна мати і забрала із собою дитину. Невдовзі Романко помер, а разом з ним померла і
душа Марії. Народження мертвої дитини вже не справляє на неї такого враження.
Потім Марія неначе збожеволіла: почала ходити на вечорниці, залицятися до парубків, зовсім
занехаяла господарство. Гнат нічого їй не говорив, тільки мовчки страждав. Посварившись з братом,
він мусив вибратися з дружиною до комори, де вони тепер і жили.
У цей час приїжджає у відпустку Корній, який зовсім не помічає змарнілої молодиці, що колись була
красивою голосистою дівчиною. Ніщо, здається, не могло б завдати Марії таких страждань, як ця
неувага коханого чоловіка.
Гнатові вдається повернути Марію у сім'ю за допомогою сусідки Гапки, яка викликає у жінки ревнощі.
Скоро у Марії народжується донька Надійка, якій теж не судилося прожити довго: через два роки вона
помирає від тифу. У цей же час сталося нещастя з Гнатом. Перебивши у лісі ногу, він потрапив до
лікарні. Марія залишається сама на господарстві. Тут і зустрічається молодиця з Корнієм, що
повернувся після семи років служби додому. Матрос береться допомогти їй, і Марія всією душею
припадає до нього, хоч той б'є її, примушує страждати. Та Марія щаслива бути поруч з коханим. Після
повернення Гната з лікарні вона розлучається з ним і йде жити в обдерту хату Корнія, забравши дві
десятини посагу та корівку.

### Книга днів Марії
Важко жилося Марії на новому господарстві. Корній, що звик зовсім до іншого життя, спочатку не дуже
розуміється на селянській праці. Жорстоко ставиться він і до жінки, навіть примушуючи її позбутися
нового життя, що зародилося у ній. Але Марія хапається за все, намагаючись зробити своє життя
спокійним і забезпеченим. Вона голодна, але щаслива.
Коли Марія знову завагітніла, Корній вирішує одружитися з нею. У них народився син Демко. За
дитиною вже не було часу так доглядати, як за попередніми, але воно якось собі росло.
Корній взявся за господарство, і все у них пішло на лад. Скоро поставили нову клуню, хату,
з'явилися коні. Подобрішав він і до дружини. Щастю Марії не було меж.
Скоро народилося у них ще двійко дітей: Надійка і Максим.
Але почалася війна, і Корнія забрали до війська. Прийшов від нього лише один лист, а більше нічого
не чути. Марія намагалася підтримати своє господарство, але це було дуже важко.
Біля неї знову з'являється Гнат і пропонує свою допомогу. Марія відмовляється. Помітивши страждання
Гната, та ж сусідка Гапка, що колись повернула Марію до сім'ї, закидає Гнатові думку, що,
опинившись у тяжкій скруті, Марія мусила б прийти до нього.
На Великдень, коли Марія була в церкві, її подвір'я запалало з усіх боків. Попеклася худоба,
згоріло зерно. Свідки вказували на Гната, але Марія відмовилася свідчити проти нього. Сусіди
допомогли їй обсіятися та покрити соломою хату.
Зустрівши Марію, Гнат божиться, що не підпалював її хати і розказує страшний сон: він бачив, як її
середній син Максим (значить, буде ще один) у страшному льоху відрубав їй сокирою руку, за що
Корній зарубав тією ж сокирою його.
Чоловік знову пропонує допомогу, але Марія відмовляється.
Повертається з війни Корній і починає відновлювати господарство. Вони знову тяжкою працею
піднімаються на ноги. Народжується третій син Лаврін.
Сини ростуть зовсім різними. Демко стає помічником у господарстві, Максим же лінивий, ні до чого не
хоче докладати рук. Радує Марію її дочка, роботяща, ласкава. Лаврін вдався дуже розумним.
Як виростає Демко, його забирають у рекрути, і через деякий час сім'я стримує повідомлення, що він
загинув. Відмолюючи його душу у церкві, Марія бачить серед ченців Гната. Потім надходить звістка,
що Демко живий. Він пише матері, щоб вона надіслала йому житніх сухарів. Кожного дня надсилає мати
синові посилки, але звістки більше не отримує.
Приходить 1917 рік. Скрізь відбуваються якісь страшні і тривожні, мало зрозумілі простій людині події.
Максим подався з дому шукати легкого хліба, а Лаврін навчається у школі, вірить в ідеї
національного відродження.
Згодом Надійка виходить заміж за колишнього матроса Архипа Паньківа. До родини приїздить Максим, що
зрікається усіх моральних цінностей своїх предків і закликає всіх до атеїзму. Корній виганяє його з
хати.

### Книга про хліб
Господарство Корнія і Марії занепадає. Доводиться віддати корову, а покоси толочать вояки, що
проїжджають повз село.
Повернувся з фронту Максим, який повідомляє батьків, що хоче одружитися, і виганяє їх з хати.
Марія, Корній та Лаврін вибираються з рідного подвір'я у спорожнілу хату односельчан, яких
відправлено до Сибіру.
Надійка чекає народження дитини. Її чоловік поступово привчається хазяйнувати на землі. Здається,
що вона має бути щасливою.
Україна працює і віддає свій хліб державі, у той час як по її селах люди пухнуть з голоду.
Корній, Марія і Лаврін тяжко працюють на своєму господарстві, але їсти нема чого. Надійка розказує,
що у них відібрали весь зароблений хліб, і останнє, що у неї залишилося.
Максим заявляє на свого брата Лавріна, і того заарештовують. Даремно Марія намагається відшукати
хоч сліди свого молодшого сина.
Крім того, Максим зрікається своїх батьків куркулів.
Люди годуються зібраним, краденим на полях зерном, гнилою картоплею, що залишилася після збирання,
лободою. Багато селян помирає з голоду.
Архип разом з кількома чоловіками зважується підрити монастирські комори, де зберігався хліб. Його
забрали, і він уже не повернувся.
Гнат у чернечій рясі проповідує кінець світу.
Хворіє Надійка, Марія від голоду вже не може пересуватися. Корній намагається якось прогодуватися,
вполювавши зайця. Піднімає навіть руку на свого собаку, але не може вбити старого товариша.
Надійка задушила дитину і збожеволіла. У нестямі Корній іде до свого старого подвір'я і вбиває
сокирою їхнього середнього сина Максима, що є ніби уособленням усього страшного, що випало на долю
чистих і працьовитих людей.
Після того він іде з дому, щоб померти. З'являється Гнат і визнає, що це він підпалив колись хату
Марії з любові до неї. Та жінці вже все одно. У неї немає сил жити. Настає останній 26258-й день її
життя.

## Видання
Перше видання вийшло 1934 року у Львові, в «Українській Бібліотеці» Ів. Тиктора, друге 1941 року в Рівному, у видавництві «Волинь», третє 1952 року в Буенос-Айресі у видавництві Миколи Денисюка.
В Україні вперше 1991 року у Києві, у видавництві «Радянський письменник». Перевидавався роман 2000, 2009 та в інші роки.